# Schimatári
Schimatári (Schimatari) är en kommunhuvudort i Grekland.   Den ligger i prefekturen Nomós Voiotías och regionen Grekiska fastlandet, i den sydöstra delen av landet, 40 km norr om huvudstaden Aten. Schimatári ligger 172 meter över havet och antalet invånare är 4 035.
Terrängen runt Schimatári är platt åt nordost, men åt sydväst är den kuperad. Runt Schimatári är det ganska tätbefolkat, med 134 invånare per kvadratkilometer. Närmaste större samhälle är Chalkída, 12,7 km norr om Schimatári. Trakten runt Schimatári består till största delen av jordbruksmark.